# Prostomis americanus
Prostomis americanus – gatunek chrząszcza z rodziny Prostomidae.

## Zasięg występowania
Zach. część Ameryki Północnej od Kolumbii Brytyjskiej na płn. po Kalifornię na płd.

## Budowa ciała
Osiąga 4,8 - 6,2 mm długości.

## Biologia i ekologia
Żeruje w martwym, rozkładającym się drewnie leżących kłód.